# February & Heavenly
Albums de Tommy february6 & Tommy heavenly6
Tommy airline* (february6)/I Kill my Heart (Tommy heavenly6)
(2004/2009) Tommy Candy Shop ♥ Sugar ♥ Me (february6)/Tommy ♡ Ice Cream Heaven ♡ Forever (Tommy heavenly6)
(2013)
Compilations par Tommy february6
Strawberry Cream Soda Pop "Daydream"
(2010)
Singles
February & Heavenly est le 3e album studio de Tommy february6 et le 4e de Tommy heavenly6 sorti le 29 février 2012 sous le label Warner Music Japan. Il arrive 12e à l'Oricon et reste classé 5 semaines.

## Liste des titres
| 1. | Hot Chocolat            | 4:14 |
| 2. | Gimme Gimme Gimme       | 4:39 |
| 3. | I'm Your Angel          | 4:30 |
| 4. | My Future Boy           | 4:06 |
| 5. | Last Slow Dance         | 3:55 |
| 6. | Good Night My Sweet Day | 4:37 |
| 7. | I Hold Your Night       | 4:11 |

| 1. | Call Me Princess                 | 5:12  |
| 2. | Hate Your Lies                   | 5:28  |
| 3. | I'm Your Devil (Album Version)   | 4:59  |
| 4. | You Hurt Me                      | 3:58  |
| 5. | Monochrome Rainbow               | 4:13  |
| 6. | Dark Dark Sky                    | 4:02  |
| 7. | I'm Your Devil (Halloween Remix) | 10:31 |

| 1. | Monochrome Rainbow (PV)               |  |
| 2. | I'm Your Devil (Halloween Remix) (PV) |  |
| 3. | Hot Chocolat (PV)                     |  |